# Mercedes-Benz W189
Mercedes-Benz W189 – model 300 – este un automobil de lux, cu patru uși, produs de Mercedes-Benz în perioada 1957-1962. Fiind cel mai mare și mai prestigios model al producătorului, acesta a fost supranumit Maybach-ul epocii sale – elegant, puternic, exclusiv și scump. 
Cunoscut în piață ca Typ 300d , noul W189 era egal în ceea ce privește dotările și prețul, dar net superior ca și performanță față de competitorul său Rolls Royce Silver Cloud. Preferat de demnitari și lideri din lumea afacerilor, acesta conferea opțiuni precum separator din sticlă securizată pentru partea din spate, telefon mobil VHF , cu funcție de reportofon.
Desemnată ca serie reprezentativă a producătorului, W189 este adesea supranumită Adenauer, după primul cancelar al Republicii Federale Germane, Konrad Adenauer care, în timpul mandatului său, în perioada 1949-1963, a deținut 6 exemplare personalizate ale seriei (versiuni cabriolet, sedan și landaulet) precum și câteva exemplare din seria anterioare – W186. Printre dotările personalizate ale acestor “automobile de paradă” se numără măsuțele pliabile pentru scris, sirenele, draperiile, separatoarele dins sticlă, trapele și configurația tip landaulet, cu plafon semi-retractabil.
Avansat din punct de vedere al tehnologiei , Mercedes-Benz Typ 300 (W189) era conceput ca o mașină personală, păstrând totuși standardele înalte de calitate și confort. Printre numeroasele lucruri pe care le avea în comun cu deja faimosul Mercedes-Benz 300SL Gullwing, în ceea ce privește elementele inovative de design și mecanică, se numără motorul, suspensiile și șasiul.

## 300d

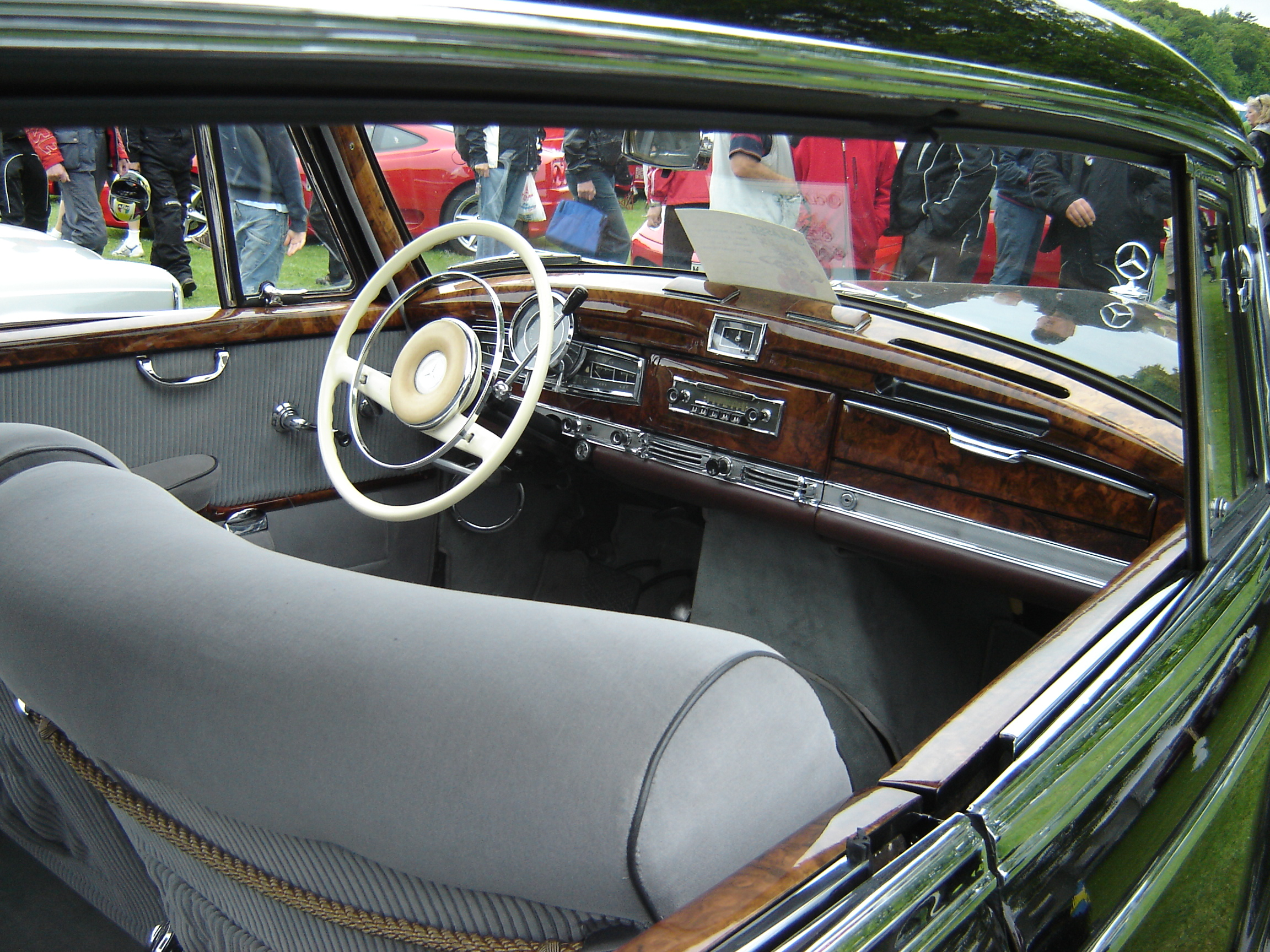
Mercedes-Benz 300d interior

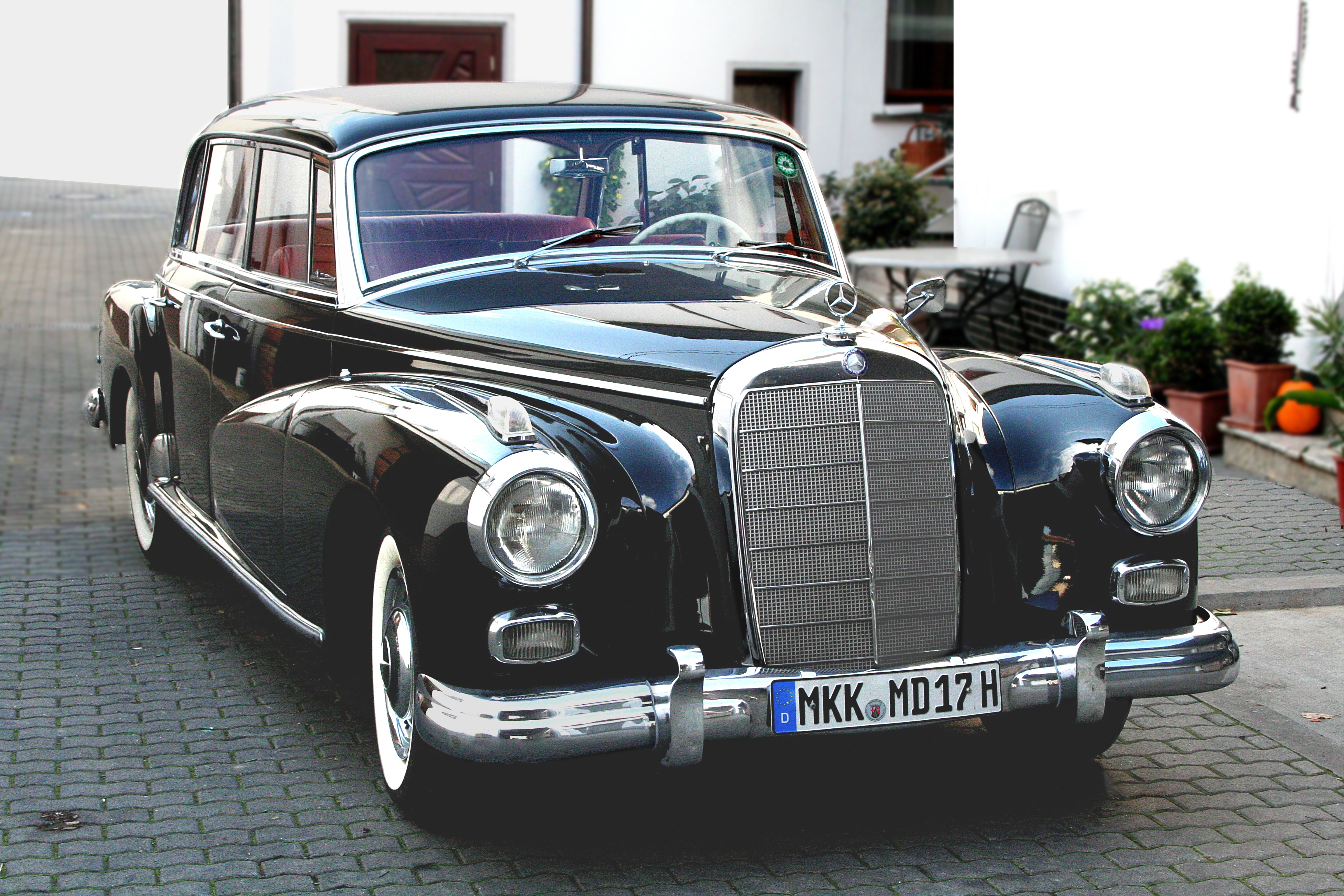
Mercedes-Benz 300d, tip limuzină, prezentată oficial în 1957.

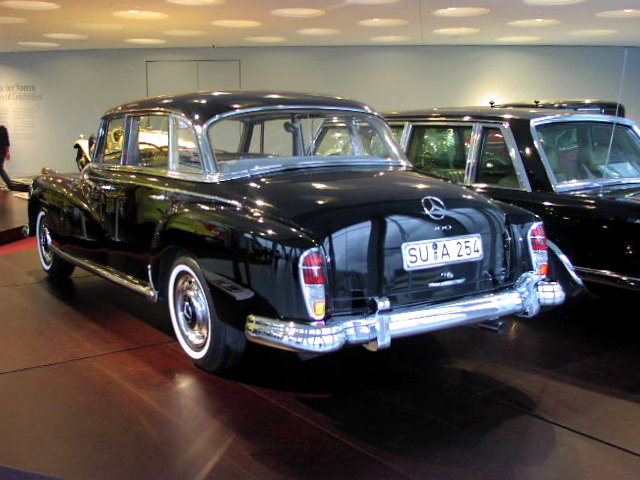
Spate 1959 300d

Având la bază structura modelului 300c al seriei anterioare (W186), noul 300d (W189) cu dimensiuni ceva mai mari, a fost prezentat oficial în august 1957. Noul cod de șasiu desemna câteva schimbări majore printre care se numără structura de siguranță a caroseriei, injecția de benzină, și un plafon cu o configurație unică, ce permitea transformarea mașinii într-un Phaeton, fără cadru superior.
Disponibil atât în varianta sedan, cât și în cea cabriolet, W189 păstrează șasiului cu cadru în X, patentat deja odată cu seria W186, și a primit o versiune îmbunătățită a motorului său de 3.0 L (2996 cc / 182 in3), dotat cu arbore cu came cu capete din aluminiu, M186, cu 6 cilindri în serie - noul M189. Injecția mecanică directă Bosch, cele două brațe diagonale între pistoane și blocul motor și valvele din partea din spate confereau automobilului rezistență la supra-încărcare, dezvoltând 180 PS (130 kW; 180 cp) la 5500 rpm.
	Creat pentru utilizare îndelungată și cu rezistență la uzură în condiții nefavorabile, motorul era dotat cu două mantale de răcire, un sistem de răcire a uleiului controlat termostatic, cuzineți din aliaj de cupru și oțel, și un arbore cotit fortificat. Nefiind dotată cu opțiunea pentru condus economic, mașina putea susține sarcină maximă, la greutate maximă, 24h/24, în cazul unor condiții de drum favorabile.

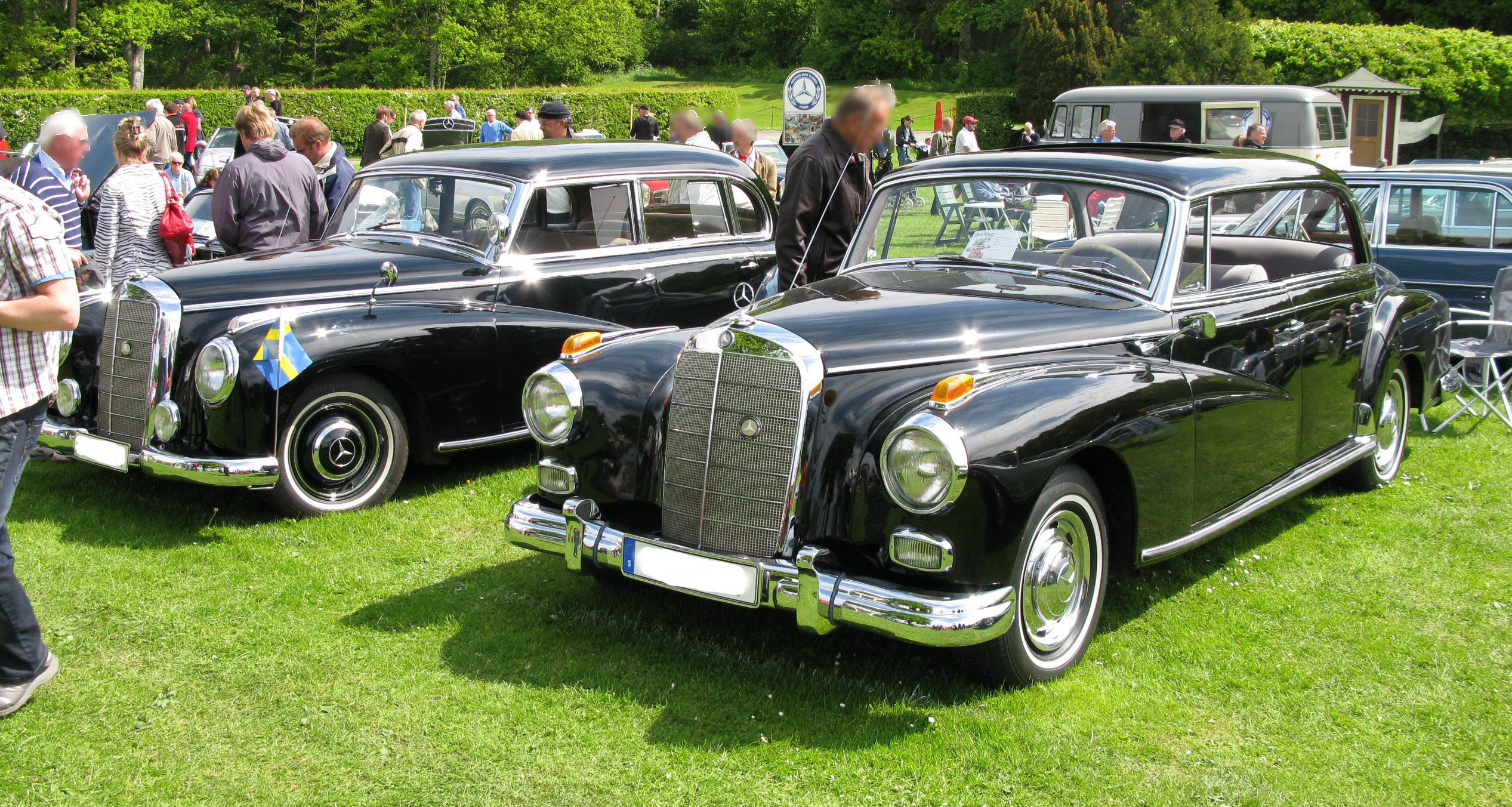
Un W186 din 1952 (stânga) și un 300d (W189) din 1962 (dreapta)

Combinația dintre cadrul în formă de X, din țeavă ovală din oțel, și sistemul de suspensii independente pentru fiecare dintre cele 4 roți  confereau automobilului agilitate și o ușoară manevrabilitate. Suspensiile cu 2 seturi a câte 2 brațe, dispuse paralel, resorturile elicoidale și o bară stabilizatoare erau dotări standard pentru partea din față, iar în spate se regăsea un arbore cu două resorturi elicoidale clasice. Un sistem inovator de suspensie de nivelare pentru partea din spate, care putea fi acționat din bordul mașinii, controla o bară de torsiune care creștea, cu o treime din valoarea normală, rigiditatea resorturilor, în caz de nevoie. Pe lângă acestea, W186 mai avea un sistem de lubrifiere, acționat de pedală, care reducea zgomotul produs în punctele de fricțiune. Frânele erau acționate de tamburi hidraulici, cu sector dințat de direcție, care a fost înlocuit, în 1952, de un sistem de direcție cu melc globoidal. Direcția asitată și sistemul de aer condiționat Arctic-Kar erau opționale.
Cei patru inch adăugați la lungimea ampatamentului automobilului conferea pasagerilor din spate mai mult spațiu pentru a-și întinde picioarele și, totodată, echivalau dimensiunile noului model cu apatament alungit al celor de la Rolls Royce - Silver Cloud, lansat în același an. Partiționarea modulară a ferestrelor din spate conferea o vizibilitate foarte bună în interiorul autovehiculului, element foarte apreciat în mașinile din aceeași clasă, denumite și „autovehicule de paradă”.
Păstrând aceeași injecție mecanică directă Bosch, lansată odată cu gama sport 300SL, și folosită și de seria 300Sc, noul motor M189 producea 180 PS (130 kW; 180 cp) la 5500 rpm. 
Transmisia standard era cea automată. Până în martie 1962 s-a produs un total de 3,077 de automobile 300d (la prețul de 27,000 DM), la care se adaugă alte 65 de automobile speciale tip Cabriolet, cu șasiu 300d (35,500 DM). După o scurtă perioadă în care producția lui W189 s-a suprapus cu noul W112 (cod șasiu 300SE),un automobil mai nou, mai stilat, dar cu același motor M189, în 1963 limuzina seriei 300d a fost înlocuită în topul mașinilor de lux ale producătorului de 600 Pullman „Grand Mercedes”.